# È sempre Cartabianca di domenica
È sempre Cartabianca di domenica è stato un programma televisivo italiano e spin-off di È sempre Cartabianca di genere talk show, politico e rotocalco, andato in onda in prima serata su Rete 4 dal 20 ottobre al 17 novembre 2024 con la conduzione di Bianca Berlinguer. Il programma veniva trasmesso in diretta dallo studio 1 del Centro Safa Palatino di Roma.

## Il programma
Il programma, nato come versione domenicale del programma È sempre Cartabianca (in onda su Rete 4 dal 5 settembre 2023 sempre con la conduzione di Bianca Berlinguer), era realizzato dalla testata giornalistica italiana Videonews e oltre a mantenere il format di un talk show, trattava le vicende legate all'attualità, alla politica, all'economia e alla società, con l'ausilio di servizi e della presenza di ospiti in studio e in collegamento, pronti ad intervenire sulle varie tematiche, tra i quali vi è stata la presenza fissa dell'alpinista e scrittore Mauro Corona.

## Edizioni
| Edizione | Anno | Conduzione        | Periodo         | Periodo          | Puntate | Presenza fissa | Regia            | Studio                                  |
| Edizione | Anno | Conduzione        | Inizio          | Fine             | Puntate | Presenza fissa | Regia            | Studio                                  |
| -------- | ---- | ----------------- | --------------- | ---------------- | ------- | -------------- | ---------------- | --------------------------------------- |
| 1ª       | 2024 | Bianca Berlinguer | 20 ottobre 2024 | 17 novembre 2024 | 4       | Mauro Corona   | Giovanni Caccamo | Studio 1 del Centro Safa Palatino, Roma |

### Prima edizione (2024)
La prima edizione di È sempre Cartabianca di domenica, con la conduzione di Bianca Berlinguer, è andata in onda ogni domenica in prima serata su Rete 4 dal 20 ottobre al 17 novembre 2024, in diretta dallo studio 1 del Centro Safa Palatino di Roma, in sostituzione del programma Zona bianca con la conduzione di Giuseppe Brindisi, il quale ha sostituito il programma il 3 novembre 2024 in vista della puntata speciale del programma originale, dedicata alle elezioni presidenziali negli Stati Uniti d'America del 5 e del 6 novembre.

## Programmazione
| Edizione | Rete televisiva | Anno | Stagione | Orario      | Durata  | Programmazione | Programmazione | Programmazione | Programmazione | Programmazione | Programmazione | Programmazione | Collocazione |
| Edizione | Rete televisiva | Anno | Stagione | Orario      | Durata  | L              | M              | M              | G              | V              | S              | D              | Collocazione |
| -------- | --------------- | ---- | -------- | ----------- | ------- | -------------- | -------------- | -------------- | -------------- | -------------- | -------------- | -------------- | ------------ |
| 1ª       | Rete 4          | 2024 | autunno  | 21:25-00:55 | 190 min |                |                |                |                |                |                |                | Prima serata |